# ری بلانتون
لئوناردی ری بلانتون (Leonard Ray Blanton)‏‏ (۱۰ آوریل ۱۹۳۰–۲۲ نوامبر ۱۹۹۶)، بازرگان و سیاستمدار آمریکایی که از سال ۱۹۷۵ تا سال ۱۹۷۹، چهل و چارمین فرماندار ایالت تنسی بود. همچنین از سال ۱۹۶۷ تا سال ۱۹۷۳ سه دوره در مجلس نمایندگان ایالات متحده خدمت کرد. با وجودی که یک‌تعداد اصلاحات دولتی را آغاز کرده بود و نقش مهمی درآوردن سرمایه‌گذاری خارجی به تنسی داشت، اما دوره فرمانداری وی با رسوایی فروش فرمان عفو و مجوزهای فروش مشروبات الکلی خدشه‌دار شد.

## اوایل زندگی و عضویت در کنگره
بلانتون پسر لئونارد و آوا (دیلانی) بلانتون، در شهر آدامزویل ایالت تنسی متولد شد. بلانتون در یک خانواده مساقات بی بضاعت بزرگ شد و علاقه به خیابان‌سازی داشت. همزمان با این‌که در شرکت جاده‌سازی خانواده‌اش کار می‌کرد، گاهی اوقات در مشروب فروشی‌های میسیسیپی به درگیری می‌پراخت و یک مرتبه یک گلوله سرگردان به گردنش اصابت کرد. بلانتون در سال ۱۹۴۸ از دبیرستان شیلو فارغ شد و در سال ۱۹۵۱ کارشناسی خود را در رشته کشاورزی از دانشگاه تنسی بدست آورد. پس از برگشت به آدامزویل به منظور کار در کسب و کار ساختمانی خانودگی در شرکت ساختمانی B&B، از سال ۱۹۵۱ تا سال ۱۹۵۳ در مورسویل اندیانا در مدرسه تدریس می‌کرد.
بلانتون در سال ۱۹۶۴ به نمایندگی از شهرستان مک‌نایری در مجلس نمایندگان ایالت تنسی انتخاب شد. او غالباً در عقب تالار مجلس می‌نشست و در جریان جلسات مجلس عینک‌های آفتابی می‌پوشید.
بلانتون در سال ۱۹۶۶ کاندید عضویت کنگره شد و در انتخابات مقدماتی دموکرات‌ها برای حوزهٔ انتخابیه هفتم کنگره که در جکسون واقع بود و شامل آدامزویل نیز می‌شد، تام جی. موری، نماینده ۱۲ دوره‌ای آن زمان و متحد سابق سازمان سیاسی کرامپ را به چالش کشید. در یک شکست غیرمنتظره بزرگ، بلانتون صرف با ۳۸۴ رای از حدود ۷۰٬۰۰۰ رای ریخته شده، برندهٔ نامزدی شد و از موری پیشی گرفت. بلانتون در انتخابات عمومی پیروز شد و دو مرتبه مجدداً انتخاب شد.
بلانتون به عنوان عضو کنگره، نسبت به دیگران حضور نسبتاً کمی داشت، از چندین لایحهٔ قانونی مهم حمایت کرد و صرف در دو کمیته خدمت کرد که عبارت اند از: کمیتهٔ بازرگانی بین‌الایالتی و خارجی و کمیتهٔ ناحیهٔ کلمبیا. بلانتون در عوض بر مؤکلین خود تمرکز داشت، به عبارت دیگر تلاش برای بدست آوردن بودجه برای پروژه‌های تنسی از جمله نخستین پروژه که برنامه سرآغاز ایالتی نام داشت. وی زمان زیادی را در دفتر ناحیه‌ای خود در پاسخ‌دهی به نگرانی‌های رای‌دهندگان سپری می‌کرد و مکرراً با گروه‌های دانشجویان صحبت می‌کرد. بلانتون از جنبش ضد جنگ انتقاد کرد، بر قانون حق رای‌دهی رای منفی داد و با کاهش سن رای‌دهی به ۱۸ سال مخالفت کرد.
ایالت تنسی پس از سرشماری سال ۱۹۷۰ یک ناحیهٔ کنگره را از دست داد و مجلس قانون‌گذاری، اکثریت قسمت‌های قلمرو بلانتون را با ناحیهٔ هشتم مجاور که مربوط به اد جانز دموکرات و عضو کنگره بود، ادغام کرد. شماره ناحیهٔ بلانتون بر قلمرو ادغام شده گذاشته شد اما از لحاظ جغرافیایی بیشتر نواحی آن مربوط به جانز بود. بلانتون بجای رقابت علیه جانز در سال ۱۹۷۲، تصمیم گرفت گرفت برای کسب کرسی در مجلس سنای ایالات متحده کاندید شود. بلانتون به راحتی برندهٔ دور مقدماتی انتخابات دموکرات‌ها شد و در انتخابات عمومی در مقابل هاوارد بیکر جمهوری‌خواه، عضو آن زمان مجلس سنا، قرار گرفت. بیکر برخلاف بلانتون از قانون حق رای و کاهش سن رای‌دهی حمایت کرد و این کار سبب شد که در میان دو گروه کلیدی رای‌دهندگان سیاه‌پوست و رای‌دهندگان جوان جای پای باز نماید. بیکر همچنین بلانتون را به جورح مک‌گاون، نامزد لبیرال دموکرات ریاست‌جمهوری نسبت داد. در روز انتخابات، بیکر با پیروزی بزرگ یعنی ۷۱۶٬۵۳۴ رای در برابر ۴۴۰٬۵۹۹، برندهٔ انتخابات شد.

## فرماندار
در سال ۱۹۴۷، بلانتون در انتخابات مقدماتی دموکراتان که ۱۲ نفر در آن شرکت کرده بود، برندهٔ نامزدی سمت فرمانداری شد. بلانتون با کسب صرف ۲۳٪ آرا چندین رقیب خود را که از منابع مالی خوبی برخوردار بودند شکست داد، از جمله جیک بوچر، بانکدار پر زرق و برق ایالت تنسی، هودلی کروکت مجری خبر نشویل و راس بیس سناتور پیشین. لامر الکساندر، مدیر کمپین وینفیلد دان (قانون اساسی ایالتی در آن زمان فرمانداران را از دو دوره خدمت متوالی منع کرده بود از این‌رو دان نتوانست کاندید شود) فرماندار آن زمان، رقیب بلانتون در انتخابات عمومی بود. با وجودی‌که دان و حزب جمهوری‌خواه سلطه دموکرات‌ها بر سیاست ایالتی را در سال ۱۹۷۰ شکسته بودند، اما با این وجود حزب جمهوری‌خواه با رسوایی واترگیت خدشه‌دار شد. در روز انتخابات، بلانتون با کسب ۵۷۶٬۸۳۳ رای در برابر ۴۵۵٬۴۶۷ رای بیکر را شکست داد.
پس از مراسم تحلیف خود، بلانتون خواستار مالیات بر درآمد در ایالت شد، اما قانون‌گذاران از ترس شورش رای‌دهندگان از رسیدگی به این طرح خودداری کردند و در عوض مالیات بر فروش ایالتی را افزایش دادند. بلانتون به‌منظور معافیت بر ساکنین مسن ایالت، قوانین مالیات غیرمستقیم و مالیات بر حق‌الامتیاز فروش را بازنگری و قانون مالیات برعایدات ایالت را اصلاح کرد. او همچنین جایگاه ادارهٔ گردشگری ایالت را به وزارت در سطح کابینه بلند برد که این امر تنسی را به نخستین ایالت در سطح کشور تبدیل نمود که این کار را کرده بود و سیستم بازنشستگی ایالت را ارتقا بخشید.
ادارهٔ بلانتون به دلیل جلب گستردهٔ فرصت‌های صنعتی و بازرگانی خارجی مورد توجه قرار گرفت. در تلاش برای ایجاد مشارکت‌های اقتصادی با سرمایه‌گذاران خارجی، بلانتون چندین سفر را به آفریقا، شرق‌میانه، ژاپن و اروپا انجام داد. بلانتون به دلیل هزینهٔ این سفرها مورد انتقاد قرار گرفت اما درآوردن سرمایه‌گذاری بریتانیا، آلمان غربی و ژاپن به ایالت نقش برازنده داشت. در سال ۱۹۷۶ میزبان چندین نمایندهٔ سازمان ملل در نشویل بود. در ماه فوریه سال ۱۹۷۸ قانون اساسی ایالت تعدیل شد تا بلانتون و فرمانداران آینده تنسی بتوانند بار دیگر کاندید شوند. بلانتون برای انتخاب مجدد کاندید نشد. لامر الکساندر، رقیب جمهوری‌خواه بلانتون در سال ۱۹۷۴، برنده انتخابات فرمانداری ماه نوامبر شد.

## رسوایی‌ها
ادارهٔ بلانتون چندین مرتبه به مصارف گزاف متهم شد. بلانتون اضافه حقوق۲۰٬۰۰۰ دلاری بحث‌برانگیز را پذیرفت و غالباً دوستان خود را با هزینهٔ دولتی به سفر می‌برد. وی و دستیارانش ۲۱٬۰۰۰ دلار از حساب دولتی برای پرداخت مصارف نوشیدنی، کرایه خودروهای بزرگ ومفشن و تماس‌های تلفنی شخصی دریافت کردند اگرچه در نهایت پول را پس پرداخت کردند. بلانتون به‌خاطر ایجاد شبکه وسیع مقامات پشتیبان شهرستانی مورد انتقاد قرار گرفت و اظهار داشت که آن‌ها مشاوران سیاسیش هستند.
حتی با وجودی‌که بلانتون اطمینان داده بود که شرکت در جریان فرمانداریش با ایالت تجارت نمی‌کند، اما قرارداد سنگ‌فرش در یک پارک ایالتی به شرکت خانوادگی وی اعطاء شد.
در سال ۱۹۷۷ پس از متهم شدن مقامات ایالتی به فروش خودروهای مازاد دولتی به متحدان سیاسی خود، مسئلهٔ «رسوایی خودروهای مازاد» بالا گرفت. چارلز بل، عالی‌رتبه خدمات عمومی از سمت خود استعفا کرد و سونی مک‌کارتر، مدیر شعبهٔ املاک مازاد ایالت به دو مورد اختلاس اعتراف کرد. ادی شو، عالی‌رتبه حمل و نقل به‌خاطر نقشش در این پرونده متهم شناخته شد اما برائت حاصل کرد.

### عفوها و مجوزهای مشروبات الکلی
بلانتون در سال ۱۹۷۷، مار رجیانتی، رئیسه هیئت عفو و آزادی مشروط را پس از این‌که از آزادی زندانیانی که همان‌طوری که بعداً معلوم شد به مقامات دولتی در ازای دریافت عفو رشوه پرداخت کرده بودند، خودداری کرد، برکنار کرد، (راجیانتی بعداً اقامه دعوی کرد و حکم جبران خسارت ۳۸٬۰۰۰ دلاری به نفع وی صادر شد).